# Stefan Tegenfalk
Stefan Tegenfalk, född 26 augusti 1965, är en svensk entreprenör och debuterade som författare 2009. Tegenfalk var med och startade Bredbandsbolaget, PacketFront och Massolit förlagsgrupp. "Vredens tid" är hans debutroman och den första delen i en planerad trilogi om kriminalkommissarie Walter Gröhn och Jonna de Brugge från Rikspolisstyrelsens särskilda utredningsenhet. 
"Pianostämmaren" är en fristående  fortsättning som utkom hösten 2012.